# Nanokondensator
Nanokondensatoren sind elektrische Kondensatoren, deren trennbare Einzelstrukturen im Aufbau kleiner als 100 nm sind. Sie sind zurzeit (2009) Forschungsprojekte der Nanotechnologie. Dabei werden zwei völlig unterschiedliche Zielsetzungen verfolgt. Eine Forschungsrichtung beschäftigt sich mit sehr vielen einzelnen Nanokondensatoren, angeordnet in einem Feld, die separat geladen und entladen werden können; diese können als Informationsspeicher dienen, wobei der Ladungszustand jedes Kondensators einen Teil der Information repräsentiert. Die zweite Entwicklung beschäftigt sich mit der Herstellung eines Feldes von Nanoröhrchen, die elektrisch untereinander verbunden sind, so dass sich daraus ein hochkapazitiver Gesamtkondensator ergibt.

## Ferroelektrischer Nanokondensator als Informationsspeicher
Ein neuartiger nichtflüchtiger, schnell beschreibbarer und wieder löschbarer Festkörperspeicher mit einer Speicherdichte nahe Terabit pro Quadratzoll aus ferroelektrischen, einkristallinen Nanokondensatoren ist die Zielsetzung des Forschungsvorhabens am Max-Planck-Institut für Mikrostrukturphysik, Halle (Saale). Im Tätigkeitsbericht 2008 dieses Instituts wurden 2009 die Forschungsergebnisse zu diesen ferroelektrischen Nanokondensatoren veröffentlicht.
Ferroelektrische Materialien mit genau bekannten Eigenschaften werden seit langem beispielsweise in der medizinischen Ultraschall-Technik oder in Keramikkondensatoren eingesetzt. Diese Materialien enthalten in allen Elementarzellen, den kleinsten Baueinheiten eines Kristalls, einen permanenten elektrischen Dipol. Er kommt durch die Verschiebung zwischen positiv und negativ geladenen Ionen in der Elementarzelle zustande. Mit Hilfe einer elektrischen Spannung lässt sich die Polarität dieses permanenten elektrischen Dipols gezielt und sehr schnell in der Größenordnung von Nanosekunden umpolen. Die Polarität dieses geschalteten Dipols bleibt stabil, das heißt, das Speichersignal geht nicht verloren.

Prinzipieller Aufbau eines Nanokondensators zur Informationsspeicherung

Eines der am besten dafür geeigneten ferroelektrischen Materialien ist Blei-Zirkonat-Titanat (PZT). Um aus dieser Keramik ein regelmäßiges Feld von Millionen oder Milliarden von Kondensatoren herzustellen, wurde zunächst in einem nanotechnischen Verfahren eine rund 100 nm dünne Schablone aus Aluminiumoxid hergestellt, die eine entsprechende Anzahl von Löchern aufweist, von denen jedes kleiner als 100 nm ist.
Die so hergestellte Schablone wurde dann mechanisch verstärkt und auf eine Platinschicht gelegt, die auf einem Plättchen von Magnesiumoxid aufgetragen wurde. Diese untere Platinschicht bildet eine der beiden Elektroden des Nanokondensators. Mittels eines Verdampfungsprozesses wurde dann das keramische Material PZT kontrolliert verdampft. Der Dampf dringt durch die Poren der Schablone und schlägt sich als 30–50 nm dünne einkristalline Keramikschicht auf der Platinunterlage nieder. Eine weitere Platinschicht, auf die die oben entstandene Fläche aufgedampft wird, bildet die zweite Elektrode des Kondensators. Zum Schluss wird die Schablone mechanisch von der geschaffenen Struktur gelöst. Es verbleiben die vielen beidseitig kontaktierten, säulenartigen Nanokondensatoren in dem durch die Schablone vorgegebenen Array.
Mit einem Array aus Kondensatoren von 40 nm Durchmesser, den bislang kleinsten erzeugten Nanokondensatoren, wurden Speicherdichten von 176 Gb/Zoll2  erreicht. Dabei genügt die vergleichsweise geringe Spannung von kleiner als 1 V, um die ferroelektrischen Dipole im PZT umzuschalten. Der Nachweis einer entsprechenden elektrischen Hysteresekurve gelang mithilfe eines umgebauten Rasterkraftmikroskops, eines Piezoresponse-Rasterkraftmikroskops, das in der Lage war, die geringe Verformung zu messen, die schon bei dieser geringen Spannung aufgrund des piezoelektrischen Effektes der PZT-Keramik auftrat.
Die Speicherung einer Information (Bit) in der Strukturgröße um die 40 nm/bit steht damit im Wettbewerb mit Halbleiterspeichertechnologien. Im Jahr 2009 waren integrierte Schaltkreise, DRAM-Speicher und auch Flash-Speicher in 45-nm-Technologie bereits Stand der Technik. Ein dazu konkurrenzfähiges Speicherprodukt müsste hier einen Mehrwert bieten und diesen auch angesichts der weiterhin andauernde kontinuierliche Verkleinerung der Halbleiterstrukturen (vgl. mooresches Gesetz) und somit der Informationsdichte behaupten. Des Weiteren kommen stetig neue Verbesserungen hinzu, wie die Entwicklung von NAND-Flash-Speichern mit 3 Bit pro Zelle oder mehr (TLC-Speicherzelle, vgl. auch MLC-Speicherzelle). Ob damit die Zukunft des Nanokondensators als Informationsspeicher schon besiegelt ist, kann allerdings nur die Zukunft zeigen.

## Nanokondensator als hochkapazitiver Kondensator
Mit der Erforschung von vielen zusammen geschalteten Nanokondensatoren als hochkapazitiver Nanokondensator beschäftigt sich unter der Leitung von Gary W. Rubloff das Maryland NanoCenter an der University of Maryland, USA.
Mit dieser aktuellen (2009) Forschung im Bereich der Nanotechnologie sollen hochkapazitive Kondensatoren hergestellt werden, deren elektrische Speicherfähigkeit gegenüber herkömmlichen Kondensatoren deutlich höher ist und die in der Lage sind, elektrische Energie schnell aufzunehmen und auch wieder abzugeben. Damit könnte eine Geschwindigkeitslücke beim Speichern und Entladen elektrischer Leistung, z. B. in neuen Anwendungen in der Automobilelektrik oder in Windkraftanlagen, geschlossen werden, denn sowohl Doppelschichtkondensatoren (DLC) als auch Akkumulatoren sind nicht beliebig schnell auf- bzw. entladbar. Elektrolytkondensatoren sind zwar relativ schnell auf- und entladbar, aber deutlich größer als Doppelschichtkondensatoren oder Akkus.

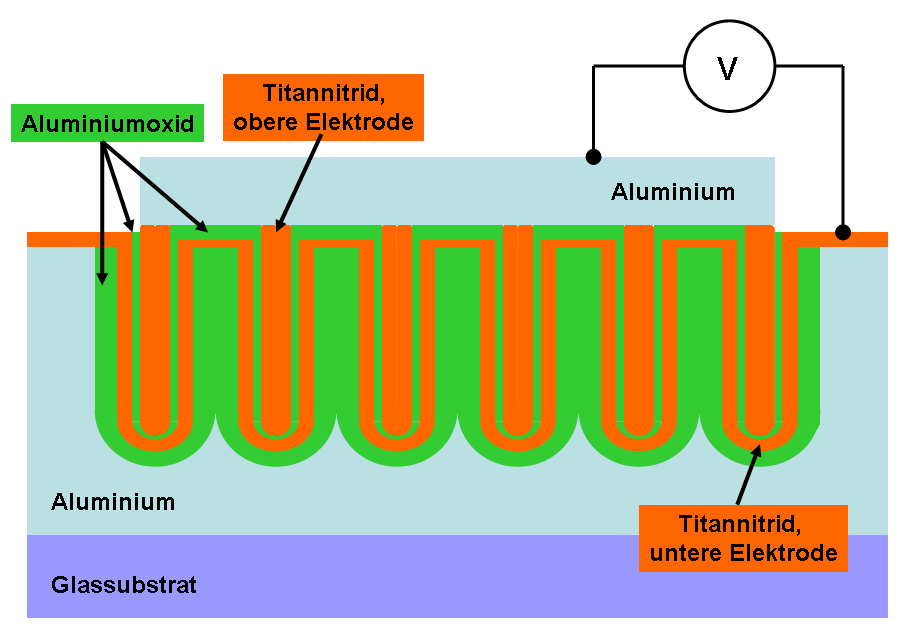
Prinzipieller Aufbau eines hochkapazitiven Nanokondensators

Dieser neuartige hochkapazitive Nanokondensator ist im Grunde genommen ein Plattenkondensator, dessen elektrische Ladung auf zwei gegenüberliegende Elektroden gespeichert ist, die durch ein elektrisch isolierendes Dielektrikum voneinander getrennt sind. Seine Kapazität ist proportional zur Oberfläche der Elektroden und umgekehrt proportional zu deren Abstand voneinander. Außerdem bestimmt die Dielektrizitätszahl des Dielektrikums die Größe der Kapazität.
Er wird aufgebaut aus dem anodisch erzeugten Basismaterial Aluminiumoxid (Al2O3). In dieses Material wird dann in einem sich selbst organisierendem, selbst begrenzendem und selbst anordnendem (engl. self-assembly, self-limiting reaction und self-alignment) nanotechnischen Ätzverfahren eine äußerst regelmäßige Struktur kleinster hexagonaler Nanoporen hineingeätzt. Unzählige Poren, jede mit einem Durchmesser von etwa 50 nm, können so nebeneinander hergestellt werden. Die Tiefe dieser Röhrchen kann mit der Dicke des Basismaterials variiert werden.
Auf das so mit Nanoporen strukturierte Aluminiumoxid wird zuerst bis in die tiefsten Bereiche der Poren hinein in einem speziellen Prozess, Atomlagenabscheidung (ALD) genannt, hauchdünn Titannitrid (TiN), ein leitfähiges Material, als untere Basis-Elektrode aufgebracht. Auf diese leitfähige Schicht wird dann eine elektrisch isolierende Schicht aus Aluminiumoxid Al2O3, das Dielektrikum des Nanokondensators, aufgetragen und schließlich wird darüber wieder eine leitfähige Schicht aus TiN, die obere Elektrode aufgebracht. Es entsteht also eine Anordnung aus drei Schichten: Metall, Isolator und Metall (MIM-Struktur), die das mit Nanoporen strukturierte Aluminiumoxid bis in die Poren auskleidet und den eigentlichen Kondensator bildet. Die metallischen Schichten, die die Elektroden bilden, werden dann mit den Kontakten des späteren Kondensators kontaktiert.
Die rasterelektronische Aufnahme der inneren Struktur des Nanokondensators zeigt, dass die drei Schichten, die den Kondensator bilden, im Inneren der Poren nur etwa 25 nm dick sind. Die isolierende Schicht, das Dielektrikum, ist daran mit etwa 6 nm beteiligt. Bei einer Spannungsfestigkeit des Aluminiumoxids von 0,7 V/nm bei Raumtemperatur sollte der Nanokondensator für eine Nennspannung von 3 V geeignet sein. Das wird bestätigt durch die Untersuchungsergebnisse, die eine Durchschlagsfestigkeit von (4,1 ± 1,9) V bzw. (4,6 ± 1,1) V bei Raumtemperatur ergaben. Bei einem Einsatz in der Kfz-Elektronik bei der dort üblichen oberen Grenztemperatur von 125 °C wird die Spannungsfestigkeit auf etwa 2 V absinken.

Vergleich von Leistungs- und Energiedichte der Nanokondensatoren (grobe Schätzung) mit anderen elektrischen Energiespeichern

Der Nanokondensator hat bei einer Porentiefe von etwa 1 µm eine spezifische Kapazität von etwa 10 µF/cm2  und für die Porentiefe von 10 µm etwa 100 µF/cm². Das bedeutet nach Angaben des Maryland NanoCenter eine signifikante Erhöhung der spezifischen Kapazität pro Bauvolumen gegenüber bislang bekannten hochkapazitiven Kondensatortechnologien. Die Werte der Leistungsdichte (bis zu etwa 106 W/kg) übertreffen nach Angaben des Maryland NanoCenter diejenigen der Elektrolytkondensatoren und die Werte der Energiedichte (etwa 0,7 Wh/kg) erreichen in etwa die Werte von Doppelschichtkondensatoren.
Der Prototyp eines Nanokondensators, den die Wissenschaftler aus Maryland im März 2009 vorgestellt haben, besteht aus mehreren punktförmigen Arrays (dot capacitor) auf einem Wafer mit jeweils etwa 125 µm Durchmesser in dem etwa 1 Million Poren enthalten sind. Durch Zusammenschalten der Arrays lässt sich dann ein Kondensator mit den gewünschten Eigenschaften erreichen. Weitere Forschungen an den neuen Nanokondensatoren werden sich beispielsweise mit der Vergrößerung herstellbarer Arrays und dem Material des Dielektrikums beschäftigen. Materialien mit höherer Dielektrizitätszahl als Aluminiumoxid könnten die Kapazität des Kondensators noch weiter erhöhen.
Diese und die vielen praktischen Fragen, wie z. B. die Kapselung der Kondensatoren und vor allem der Preis, die jetzt noch offen im Raum stehen, stehen einem raschen Einsatz der Nanokondensatoren noch entgegen.